# Springfield (condado de Windsor)
Springfield o Chester es un lugar designado por el censo ubicada en el condado de Windsor en el estado estadounidense de Vermont. En el año 2010 tenía una población de 3979 habitantes y una densidad poblacional de 652 personas por km².

## Geografía
Springfield se encuentra ubicada en las coordenadas 43°17′39″N 72°28′54″O / 43.29417, -72.48167.

## Demografía
Según la Oficina del Censo en 2000 los ingresos medios por hogar en la localidad eran de $28,566 y los ingresos medios por familia eran $40,768. Los hombres tenían unos ingresos medios de $30,625 frente a los $21,335 para las mujeres. La renta per cápita para la localidad era de $17,690. Alrededor del 10.1% de la población estaban por debajo del umbral de pobreza.